# Mezőfalva, Fejér
Mezőfalva  este un sat în districtul Dunaújváros, județul Fejér, Ungaria, având o populație de 4.752 de locuitori (2011). 

## Demografie
Componența etnică a satului Mezőfalva
     Maghiari (93,51%)
     Romi (3,04%)
     Germani (2,27%)
     Necunoscut (0,67%)
     Alții (0,52%)
Componența confesională a satului Mezőfalva
     Romano-catolici (44,65%)
     Fără religie (26,39%)
     Reformați (3,64%)
     Necunoscută (23,82%)
     Alte religii (2,04%)
Conform recensământului din 2011, satul Mezőfalva avea 4.752 de locuitori. Din punct de vedere etnic, majoritatea locuitorilor (93,51%) erau maghiari, existând și minorități de romi (3,04%) și germani (2,27%). Apartenența etnică nu este cunoscută în cazul a 0,67% din locuitori. Nu există o religie majoritară, locuitorii fiind romano-catolici (44,65%), persoane fără religie (26,39%) și reformați (3,64%). Pentru 23,82% din locuitori nu este cunoscută apartenența confesională.